# 大日本連合婦人会
財団法人大日本連合婦人会（ざいだんほうじんだいにほんれんごうふじんかい、略称連婦）は、戦前の文部省系の女性団体である。
義務教育の普及に伴って小学校区単位に結成された各地の「母の会」や「母姉の会」が母体となり、「学校教育への理解」「家庭教育の振興」を掲げて全国組織に発展。地久節にあたる1931年3月6日、日本青年館に3000人の全国代表が集まり発会式が挙行された。40道府県と樺太・台湾・朝鮮・関東州に地方組織を有した。
1901年に結成された内務省・厚生省系の愛国婦人会、1932年に発足した陸軍省・海軍省系の大日本国防婦人会との間で相互の反感が強まったことから、1942年2月2日、3団体は解散し報国運動団体大日本婦人会に統合された。